# God's Not Dead (Like a Lion)
«Like a Lion» es una canción escrita por Daniel Bashta y originalmente interpretada por Passion (con David Crowder) en el álbum de 2010 Passion: Awakening. En 2011, fue regrabado por Newsboys como «God's Not Dead (Like a Lion)» y lanzado como sencillo del álbum God's Not Dead. La canción apareció en las listas durante su lanzamiento en 2012. La canción llegó a las listas en 2014, después del lanzamiento de la película, God's Not Dead. La banda interpreta la canción, en una secuencia de concierto, dedicando la canción al protagonista de la película, Josh Wheaton, al final de la película. La canción fue lanzada a través de Inpop Records. También se escucha en los créditos de God's Not Dead 2 y God's Not Dead: A Light in Darkness.

## Versión de Newsboys
En la versión de Newsboys, la voz principal está a cargo de Michael Tait y cuenta con el miembro de DC Talk Kevin Max .
Fue lanzado por primera vez como sencillo el 12 de octubre de 2011, alcanzando el puesto número 2 el 9 de junio de 2012, después de pasar 22 semanas en Billboard Hot Christian Songs. Luego, nuevamente cuando se estrenó la película del mismo nombre en 2014. También ayudó a impulsar a "We Believe", de Restart, a la posición número 2 en la lista.
En los Estados Unidos, el sencillo fue certificado disco de oro en junio de 2014, y en mayo de 2015 se convirtió en el primer sencillo de platino de la banda, vendiendo más de 1 millón.
Para la promoción en Latinoamérica de la película Dios no está muerto 2, en 2017 la banda guatemalteca Miel San Marcos se encargó de la traducción al español.

## Vídeo musical
El vídeo musical de la canción se publicó el 6 de enero de 2012. El video está ambientado en la ciudad de Nueva York y también muestra muchas vistas del río Hudson . Durante el video, los mismos Newsboys, junto con otros, leyeron un titular que decía: "Dios es un mito". En el video, se ve a los Newsboys actuando tanto en un concierto como en un estudio más pequeño.

## Posiciones en listas
| Listas (2012)                       | Posición más alta |
| ----------------------------------- | ----------------- |
| Billboard Hot Christian Songs       | 2                 |
| Billboard Christian Digital Songs   | 1                 |
| Billboard Heatseekers Songs         | 23                |
| Billboard Christian Streaming Songs | 4                 |

### Listas de fin de década
| Listas (2010s)                 | Posición |
| ------------------------------ | -------- |
| US Christian Songs (Billboard) | 26       |